# Лінь Цюань
Лінь Цюань (кит.: 林全; піньїнь: Lín Quán) — економіст і політик Тайваню, колишній голова Виконавчого Юаня Республіки Китай. Колишній міністр бюджету, обліку та статистики й міністр фінансів за часів президентства Чень Шуйбяня.

## Раннє життя та освіта
Лінь має материкове китайське походження, народився в Гаосюні 13 грудня 1951 року. Закінчив Католицький університет Фужень зі ступенем бакалавра економіки в 1974 році, далі здобув ступінь магістра державних фінансів у Національному університеті Ченчі в 1978 році. Лінь повернувся до вивчення економіки в США, здобувши докторський ступінь з цього предмету в Університеті штату Іллінойс в Урбана-Шампейн в 1984 році.

## Кар'єра
У 2002—2006 роках був міністром фінансів. У 2000—2002 роках — міністр бюджету, обліку та статистики. У 2014—2016 роках — заступник прем'єр-міністра.
15 березня 2016 року був оголошений президентом Цай Інвенем головою уряду. Незабаром він був затверджений Парламентом і обійняв посаду 20 травня 2016 року.
4 вересня 2017 р. пішов у відставку, через падіння популярності президента Цай Інвеня.